# Warszawa Płudy
Warszawa Płudy – przystanek kolejowy PKP Polskich Linii Kolejowych położony na trasie międzynarodowej linii kolejowej E 65, łączącej Warszawę z Gdynią. Znajduje się przy ul. Czołowej w warszawskiej dzielnicy Białołęka. Przystanek obsługuje mieszkańców pobliskich osiedli Henryków, Płudy oraz Białołęka Dworska.

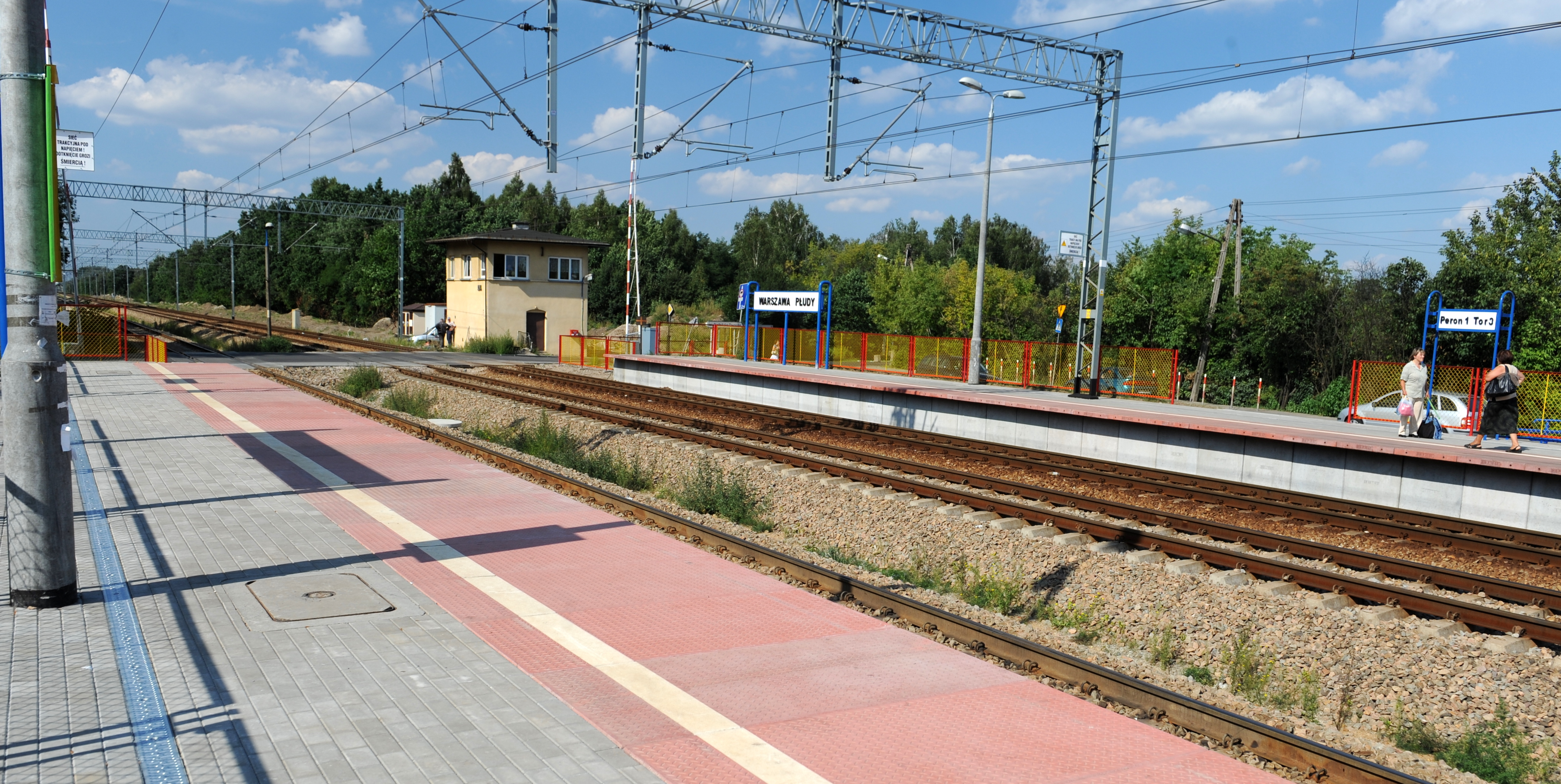
Przystanek Warszawa Płudy przed rozpoczęciem budowy wiaduktu nad linią E 65 przy ul. Klasyków

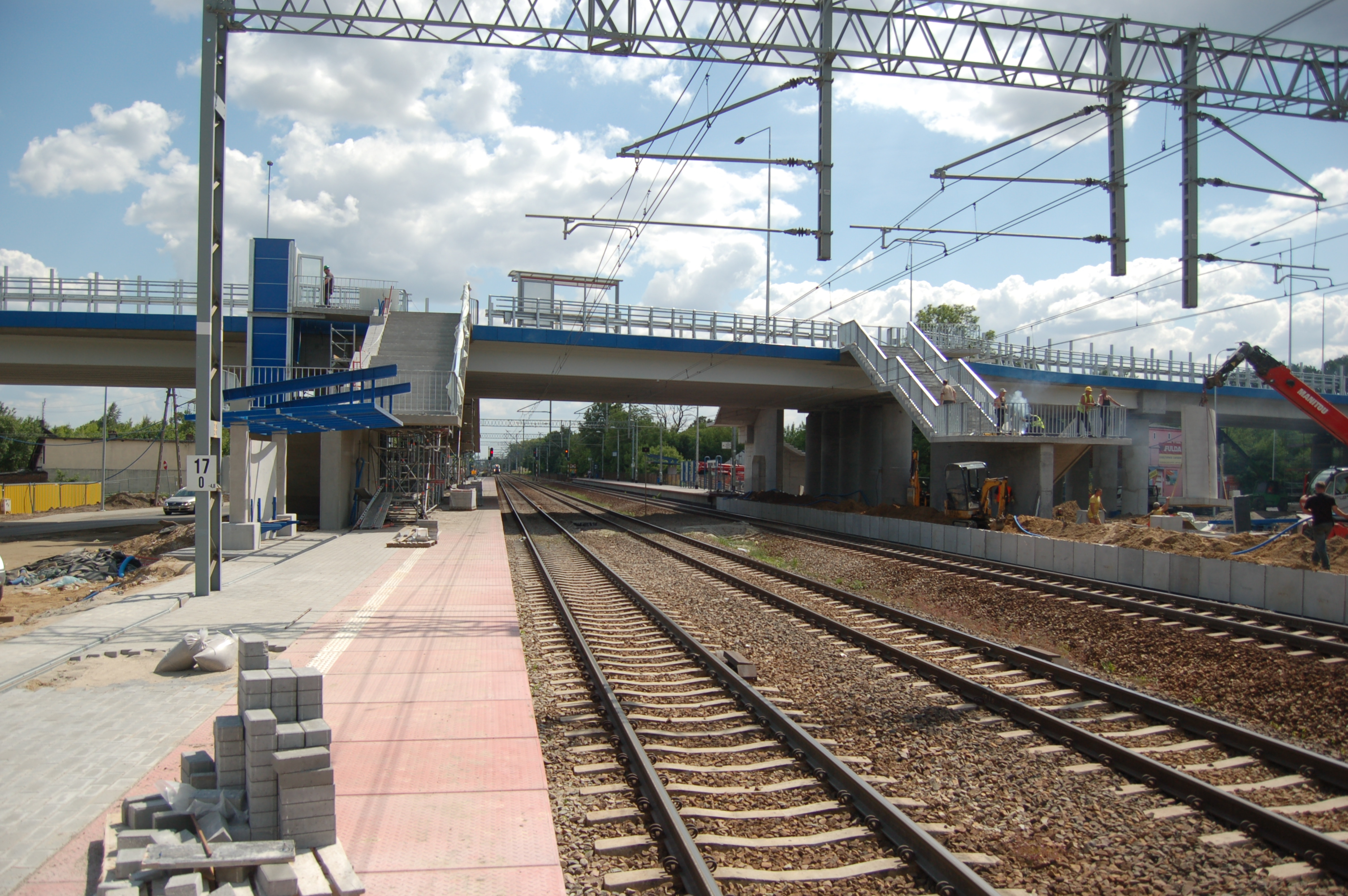
Budowa wiaduktu nad linią kolejową E 65

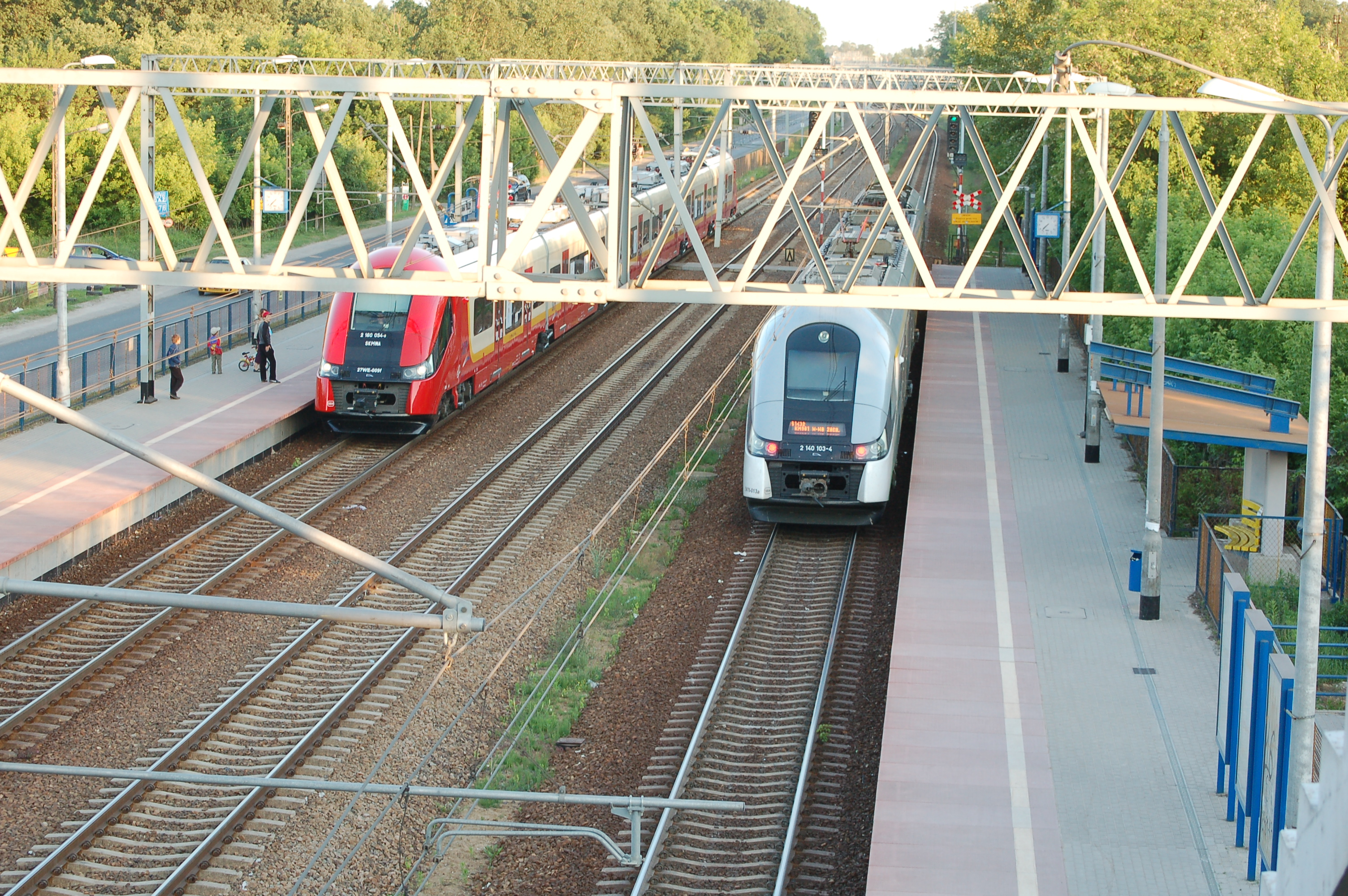
Widok z wiaduktu nad torami kolejowymi nad przystankiem PKP Warszawa Płudy

## Ruch pasażerski[1]
| Rok  | Wymiana pasażerska na dobę |
| ---- | -------------------------- |
| 2017 | 700-999                    |
| 2018 | 700-999                    |
| 2019 | 700-999                    |
| 2020 | 700-999                    |
| 2021 | 500-699                    |
| 2022 | 3200                       |
| 2023 | 1200                       |

## Opis
Przystanek składa się z dwóch peronów. W latach 2010–2012 trwała modernizacja linii kolejowej E 65 na odcinku Warszawa–Gdynia. W wyniku modernizacji zlikwidowano przejazd kolejowo-drogowy łączący osiedla Białołęka Dworska i Płudy oraz budynek nastawni znajdujący się na skrzyżowaniu ul. Klasyków i ul. Czołowej. 13 września 2012 roku oficjalnie oddano do użytku 400-metrowy wiadukt drogowy w ciągu ul. Klasyków. Początkowo termin ukończenia robót planowano na koniec roku 2011, jednak ze względu na opóźnienia wiadukt został ukończony w czerwcu 2012 roku.
Do przystanku można dojechać autobusami warszawskiego ZTM (przystanek PKP Płudy).

## Ruch pociągów
| Przewoźnik         | Linia | Trasa                                                                                               |             |
| ------------------ | ----- | --------------------------------------------------------------------------------------------------- | ----------- |
| Koleje Mazowieckie | R90   | Warszawa Zachodnia (peron 9)/Warszawa Gdańska − Warszawa Płudy – Nasielsk/Ciechanów/Mława/Działdowo | [ 6 ] [ 7 ] |
| Koleje Mazowieckie | RL    | Warszawa Lotnisko Chopina − Warszawa Centralna − Warszawa Płudy - Modlin                            | [ 6 ] [ 7 ] |
| SKM Warszawa       | S3    | Warszawa Lotnisko Chopina − Warszawa Centralna − Warszawa Płudy – Legionowo                         | [ 6 ] [ 7 ] |
| SKM Warszawa       | S4    | Zegrze Południowe − Warszawa Płudy – Warszawa Gdańska - Piaseczno                                   | [ 6 ] [ 7 ] |
| SKM Warszawa       | S40   | Radzymin/Wieliszew − Warszawa Płudy – Piaseczno                                                     | [ 6 ] [ 7 ] |